# Arata Watanabe
Arata Watanabe (født 5. august 1995) er en japansk fodboldspiller, som spiller for den japanske fodboldklub Albirex Niigata.